# Онопрієнко Віталій Сергійович
Віталій Сергійович Онопрієнко — молодший сержант Збройних сил України, що відзначився у ході російського вторгнення в Україну, учасник російсько-української війни, Герой України з врученням ордена «Золота Зірка».

## Життєпис
Народився в 1989 році. Дитячі та юнацькі роки минули у с. Келеберда Канівського р-ну.
Віталій Онопрієнко проживає в селі Головківка на Черкащині. 
З початком повномасштабного вторгнення військ РФ долучився до лав ЗСУ (8 березня 2022) бере участь у його відсічі на території Донеччини. Служить у 110-й окремій механізованій бригаді імені генерал-хорунжого Марка Безручка Збройних сил України. Власноруч знищив у боях 31 ворожий танк .
У жовтні 2022 року за проявлені особисту хоробрість і самовідданість під час порятунку бойового товариша Віталія було нагороджено орденом «За мужність» третього ступеня .
Президент України Володимир Зеленський 24 лютого 2023 року особисто на Софіївському майдані вручив герою орден «Золота Зірка».

## Нагороди
- Звання Герой України з врученням ордена «Золота Зірка» (23 лютого 2023) — за особисту мужність і героїзм, виявлені у захисті державного суверенітету та територіальної цілісності України, вірність військовій присязі.